# Sistema autônomo (Internet)
Na Internet, um sistema autônomo (AS) é uma coleção de prefixos de roteamento conectados por Protocolo Internet (IP) sob o controle de um ou mais operadores de rede que apresenta uma política comum e claramente definida de roteamento para a Internet (ver RFC 1930, Seção 3).
Originalmente, essa definição exigia o controle por uma única entidade, normalmente um provedor Internet (ISP) ou uma grande organização com ligações a várias redes independentes, que façam parte de uma política única e claramente definida de roteamento, como inicialmente definido na RFC 1771. A nova definição da RFC 1930 entrou em uso devido ao fato de várias organizações poderem rodar Border Gateway Protocol (BGP) usando números AS privados a um PSI que as conecte à Internet. Embora existam vários sistemas autônomos suportados pelo provedor, a Internet só visualiza a política de roteamento do provedor. Isso se ele tiver registrado um Número de Sistema Autônomo (ASN) oficialmente.
Um ASN único é atribuído a cada AS para uso em roteamento BGP. Números AS são importantes porque o ASN identifica cada rede na Internet.
Até 2007, os números de AS foram definidos como inteiros de 16 bits, o que permitia um máximo de 65536 atribuições. A Internet Assigned Numbers Authority (IANA) designou os números ASN 64512 até 65534 a serem utilizados para fins privados. O ASN 0, 56320-64511 e 65535 e são reservados pelo IANA e não devem ser usados em nenhum ambiente de roteamento. O ASN 0 pode ser usado para identificar redes não-roteadas. Todos os demais ASNs (1-54271) estão sujeitos a atribuição pela IANA, e, até 09 de setembro de 2008, somente o trecho entre 49152-54271 permanecia sem atribuição. A RFC 4893 apresentou os números AS de 32 bits, que a IANA começou a alocar. Estes números são escritos ou como inteiros simples, ou em forma x y, onde x e y são números de 16 bits. Números do formulário 0.y são exatamente os números AS antigos de 16 bits; números 1.a e 65535.65535 são reservados, e o restante do espaço está disponível para alocação. A representação textual aceita de Números de Sistema Autônomo é definida na RFC 5396.
O número de redes autônomas únicas no sistema de roteamento da Internet ultrapassou 5.000 em 1999, 30.000 no final de 2008 e 60.851 em Abril de 2018.

## Atribuição
Números AS são atribuídos em blocos pela Internet Assigned Numbers Authority (IANA) para Registros Regionais da Internet (RIR). O RIR apropriado então atribui números AS para entidades dentro de sua área designada do bloco atribuído pelo IANA. As entidades que pretendam receber um ASN
devem concluir o processo de aplicação do seu respectivo RIR local e deve ser aprovado antes de ter um ASN atribuído. As atribuições de ASN atuais da IANA ASN podem ser encontradas no site da IANA.

## Tipos

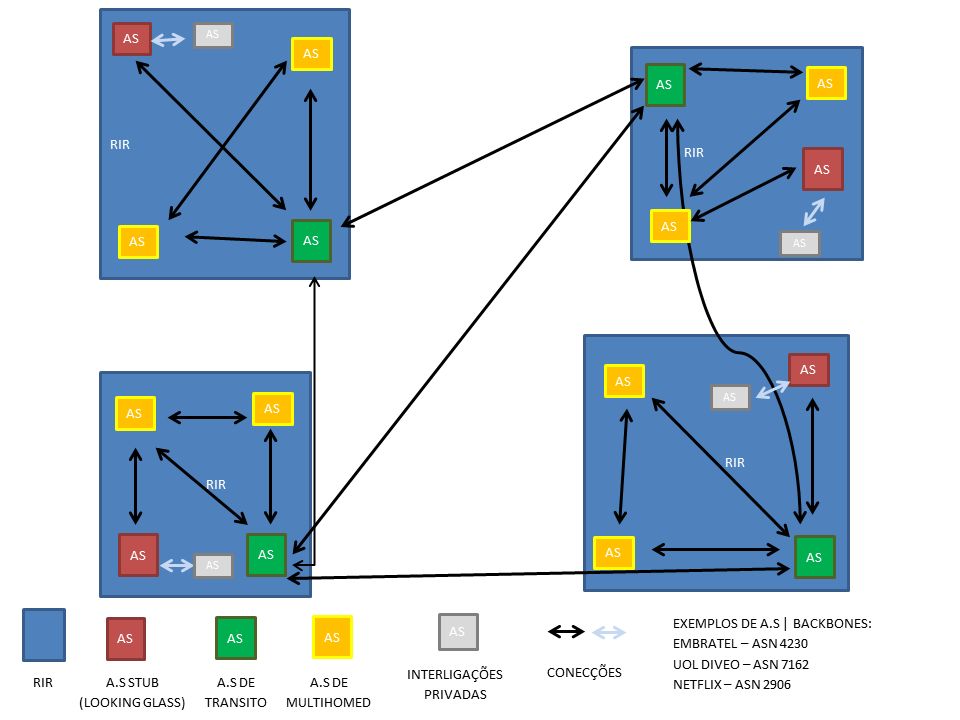
Esquema gráfico de redes AS

Sistemas Autônomos podem ser agrupados em três categorias, dependendo de sua conectividade e de sua política operacional.
Um Sistema Autônomo multihomed é um AS que mantém ligações com mais de um AS. Isso permite a ele manter-se conectado à Internet em caso de um colapso total de uma das suas conexões. No entanto, este tipo de AS não permitiria que o tráfego de um AS seja enviado para outro AS.
Um Sistema Autônomo stub refere-se a um AS que está ligado a apenas um outro. Isso pode aparentar como uso desnecessário de um número AS, se a política de roteamento da rede do AS acima desse for a mesma. No entanto, o stub AS pode na verdade ter peering com outros sistemas autônomos que não se aparecem em servidores Looking Glass públicos. Exemplos específicos incluem interligações privadas nos setores financeiros e de transportes.
Um Sistema Autônomo de trânsito é um AS que permite conexões através de si mesmo para outras redes. Ou seja, uma rede A pode se conectar à rede B, um AS de trânsito, para se conectar à rede C. PSIs são sempre ASs de trânsito, porque eles fornecem conexões de uma rede para outra. O PSIs são considerados serviço de trânsito de venda para a rede do cliente, por isso é utilizada a expressão AS de trânsito.